# Ixamatus fischeri
Ixamatus fischeri là một loài nhện trong họ Nemesiidae.
Ixamatus fischeri được miêu tả năm 1982 bởi Raven.